# 竹内志朗
竹内 志朗（たけうち しろう、1933年 - ）は、日本の舞台装置家、グラフィックデザイナー。関西を拠点に、劇場公演のセットデザインを多く手がけるかたわら、テレビ番組・舞台公演・映画などの題字ロゴタイプを多数提供した。
日本グラフィックデザイナー協会会員、劇場芸術国際組織（OISTAT）日本センター会員。社団法人関西芸術アカデミー理事、日本舞台美術家協会理事、NPO法人関西舞台文化懇話会理事を歴任。

## 略歴
大阪府出身。中学時代に見た演劇をきっかけに舞台装置スタッフに憧れ、高校通学のかたわら関西演劇映画アカデミー（のちの関西芸術アカデミー）に入学。劇団アカデミー、かもめ座、新春座などで謄写版台本の版下作成、ポスターデザイン、舞台監督などに従事し、基礎技術を身につけるかたわら、先輩の舞台装置をスケッチし、道具帳（舞台装置の構成を指示した資料）づくりを独学した。
舞台装置家としての修業のかたわら、高校卒業後、「手に職をつけようと」、大阪市内の図案会社「サンPR工房」でレタリングや印画紙焼き付けの技術を学ぶ。
1956年、「字をやってきたから字がやりたい」として、知人のつてで、大阪テレビ放送（現・朝日放送テレビ）の試験放送時から、ニュース番組などのテロップカードの手書き作業に従事。同社だけでなく、在阪テレビ局いずれでも、開局時のテロップ業務に関わったという。
以来、本業の舞台装置デザインのかたわら、テレビ番組等のロゴタイプデザイン、コマーシャルメッセージの企画・制作などを手がけている。1971年、自身のデザインスタジオ「シュプール」を設立。

### 受賞歴
- 1991年 - 大阪府文化芸術功労知事表彰[2]
- 1993年 - 日本放送作家協会関西支部 第3回関西ディレクター大賞特別賞[12]
- 2001年 - 日本舞台美術家協会 第29回伊藤熹朔賞 奨励賞 - 『剣客商売』[13]
- 2015年 - 第50回大阪市市民表彰（文化功労）[4][14]
- 2015年 - 第18回なにわ大賞[15][16]
- 2024年 - 地域文化功労者[17]

## 人物
- 「舞台美術家」を名乗らないのは、衣装のデザインを手がけないため[4]。
- 漫画家の白川タロイモは孫[18]。

## 主な仕事

### テレビ番組名ロゴデザイン
朝日放送テレビ
- 新婚さんいらっしゃい! - レタリング
- プロポーズ大作戦 - レタリング
- 斬り抜ける - レタリング
- 霊感ヤマカン第六感 - レタリング
- あっちこっち丁稚 - 筆耕
- 花の駐在さん - レタリング
- ラブアタック! - レタリング
- 三枝の国盗りゲーム - 筆耕・レタリング
- 枝雀寄席 - 筆耕
- 藤山寛美4500秒 - レタリング
- 赤かぶ検事奮戦記（フランキー堺版） - 筆耕・レタリング
- 甲子園への道・熱闘甲子園 - 筆耕
- THAT'S MANZAI - レタリング
- さんまの駐在さん - レタリング
- わいわいサタデー - レタリング
- 金子信雄の楽しい夕食 - レタリング
- 探偵!ナイトスクープ - レタリング
- 素敵にドキュメント - レタリング

その他の放送局
- 花紀・岡八のドドンとお笑い60分（関西テレビ） - レタリング
- 剣客商売（フジテレビ） - 筆耕

### テレビ番組内サブタイトルなど
- 必殺シリーズ（朝日放送） サブタイトル、エンドクレジット[1][24] - 筆耕

### 映画題字
- 家族の日（2016年） - 筆耕

## 著書
下記いずれも竹内の好意により、シュプールの特設サイトでPDFファイルでのダウンロードが可能。
- 舞台道具帳 大阪市内の劇場散歩（たる出版、2006年）
- テレビと芝居の手書き文字（イグザミナ、2010年）